# Unione Sportiva Monsummanese 1949-1950
Questa voce raccoglie le informazioni riguardanti l'Unione Sportiva Monsummanese nelle competizioni ufficiali della stagione 1949-1950.

## Rosa
| N. |                     | Ruolo | Calciatore         |
| -- | ------------------- | ----- | ------------------ |
|    | Italia (bandiera)   | P     | Giorgio Bolognesi  |
|    | Ungheria (bandiera) | A     | Jan Ferency        |
|    | Italia (bandiera)   | C     | Luciano Innocenti  |
|    | Italia (bandiera)   | A     | F. Lombardi        |
|    | Italia (bandiera)   | D     | Giorgio Pellegrini |
|    | Italia (bandiera)   | C     | G. Piovanelli      |
|    | Italia (bandiera)   | C     | Piero Romanelli    |
|    | Italia (bandiera)   | D     | E. Giudici         |

| N. |                   | Ruolo | Calciatore            |
| -- | ----------------- | ----- | --------------------- |
|    | Italia (bandiera) | D     | Ulrico Sani           |
|    | Italia (bandiera) | A     | Noris Schamous        |
|    | Italia (bandiera) | C     | F. Scatizzi           |
|    | Italia (bandiera) | D     | Valerio Soldani       |
|    | Italia (bandiera) | A     | Leonetto Spagnoli     |
|    | Italia (bandiera) | A     | A. Tagliasacchi       |
|    | Italia (bandiera) | A     | Giuliano Tagliasacchi |